# GameNow
GameNow (parfois GN, précédemment EGM², puis Expet Gamer ou XG) était un magazine de presse américain spécialisé dans le jeu vidéo édité par Ziff Davis. Le magazine couvre les consoles principales comme la PlayStation 2, la Xbox, la GameCube, et la Game Boy Advance, mais aussi les jeux vidéo sur ordinateur personnel.

## Historique
L'histoire de GameNow débute en juillet 1994 quand il est créé sous l’appellation EGM², un magazine dérivé d'Electronic Gaming Monthly. EGM² est simplement l'équivalent de son grand-frère, mais sans test et laissant une grande place aux jeux en import.
En août 1998, EGM² devient Expet Gamer (également appelé XG) et  abandonne les previews et les informations pour se centrer sur les guides stratégiques et les codes de triche. Malgré le changement de nom, Expet Gamer conserve la continuité de la numérotation d'EGM² jusqu'à son dernier numéro en octobre 2001 (no 88 - 39e magazine du nom).
En novembre 2001, Expet Gamer est remplacé par GameNOW et parait jusqu'en janvier 2004. Bien que le magazine conserve une section guides stratégiques et codes de triche conséquente, le magazine se focalise sur les previews et les tests. Axé sur une cible plus jeune qu'Electronic Gaming Monthly (12-14 ans), il délaisse l'industrie du jeu vidéo et fait plus grande place aux jeux du moment. En novembre 2002, l'équipe est complètement renouvelée, alors que Ziff Davis déplace les locaux de ses magazines de jeux vidéo de la banlieue de Chicago (États-Unis) à San Francisco en Californie. Uniquement deux rédacteurs sont conservés, puis le magazine connait une nouvelle formule peu de temps après. Le magazine connait 27 numéros avant de disparaître.